# 肌旋喙亞目
肌旋喙亚目（学名：Myoglossata）为鳞翅目的一个亚目。
肌旋喙亚目是鳞翅目、蝴蝶和蛾类中 Glossata 亚目中的一个进化枝。它包含卵翅蛾科（Neopseustidae）和新鳞翅目进化枝（Neolepidoptera）。 肌旋喙亚目被认为是一个进化枝，即由一个共同祖先及其所有后代组成的一组生物。它们以“内在口器”为特征。 这些增加的固有帽状腱膜肌肉是肌旋喙亚目所独有的，是在帽状腱膜转变为吸吮部分后才发育出来的。

## 下属分类
冠蛾下目 Lophocoronina
- 冠蛾总科 Lophocoronoidea
  - 冠蛾科 Lophocoronoidae

卵翅蛾下目 Neopseustina
- 卵翅蛾总科 Neopseustoidea
  - 卵翅蛾科 Neopseustidae

外孔下目 Exoporia
- 拟菜蛾总科 Mnesarchaeoidea
  - 拟菜蛾科 Mnesarchaeidae
- 蝙蝠蛾总科 Hepialoidea
  - 新蝠蛾科 Neotheoridae
  - 小蝠蛾科 Anomosetidae
  - 原蝠蛾科 Prototheoridae
  - 蝙蝠蛾科 Hepialidae
  - 古蝠蛾科 Palaeosetidae